# Karsten Kobs
Karsten Kobs (Dortmund, Renania del Norte-Westfalia, Alemania, 16 de septiembre de 1971) es un atleta alemán, especializado en la prueba de lanzamiento de martillo, en la que llegó a ser campeón mundial en 1999.

## Carrera deportiva
En el Mundial de Sevilla 1999 ganó la medalla de oro en lanzamiento de martillo, llegando hasta los 80.24 metros, más lejos que el húngaro Zsolt Németh (plata con 79.05 metros) y el ucraniano Vladislav Piskunov (bronce con 79.03 metros).